# Баєрс (Техас)
Баєрс (англ. Byers) — місто (англ. city) в США, в окрузі Клей штату Техас. Населення — 454 особи (2020).

## Географія
Баєрс розташований за координатами 34°4′9″ пн. ш. 98°11′27″ зх. д. / 34.06917° пн. ш. 98.19083° зх. д. (34.069171, -98.190931).  За даними Бюро перепису населення США в 2010 році місто мало площу 2,63 км², з яких 2,58 км² — суходіл та 0,06 км² — водойми.

## Демографія
Згідно з переписом 2010 року, у місті мешкало 496 осіб у 205 домогосподарствах у складі 141 родини. Густота населення становила 188 осіб/км².  Було 236 помешкань (90/км²).
Расовий склад населення:
| - 94,4 % — білих - 2,4 % — корінних американців - 1,0 % — чорних або афроамериканців |

До двох чи більше рас належало 2,2 %. Частка іспаномовних становила 1,8 % від усіх жителів.
За віковим діапазоном населення розподілялося таким чином: 22,6 % — особи молодші 18 років, 58,9 % — особи у віці 18—64 років, 18,5 % — особи у віці 65 років та старші. Медіана віку мешканця становила 43,5 року. На 100 осіб жіночої статі у місті припадало 85,1 чоловіків;  на 100 жінок у віці від 18 років та старших — 83,7 чоловіків також старших 18 років.
Середній дохід на одне домашнє господарство  становив 46 119 доларів США (медіана — 38 750), а середній дохід на одну сім'ю — 55 152 долари (медіана — 42 955). За межею бідності перебувало 15,4 % осіб, у тому числі 12,6 % дітей у віці до 18 років та 17,9 % осіб у віці 65 років та старших.
Цивільне працевлаштоване населення становило 193 особи. Основні галузі зайнятості: освіта, охорона здоров'я та соціальна допомога — 26,9 %, науковці, спеціалісти, менеджери — 13,0 %, сільське господарство, лісництво, риболовля — 9,3 %, виробництво — 8,8 %.